# Leopoldo Neves
Leopoldo Amorim da Silva Neves (Manaus, 1898 — 1953) foi um político brasileiro.
Foi governador do Amazonas, de 8 de maio de 1947 a 31 de janeiro de 1951.
Em 1916, entrou na Escola de Agronomia de Manaus, onde formou-se em dezembro de 1921. Decidiu então, pedir demissão do cargo que exercia no Departamento de Correios e Telégrafos, para começar a trabalhar como agrônomo. Foi assim que percorreu todo o interior do estado, como funcionário do Serviço de Demarcação de Terras. Em seguida, assumiu a prefeitura de Paratins (AM), mas deixou o cargo para participar da Assembleia Legislativa do Estado do Amazonas e, também, do Departamento de Municipalidades do Amazonas. Mais tarde, decidiu retornar à prefeitura de Paratins.
Quando Getúlio Vargas foi destituído pelas forças militares, em 29 de outubro de 1945, aconteceu o retorno do regime democrático, sendo eleito deputado pelo Amazonas à Assembleia Nacional Constituinte, em dezembro desse mesmo ano, com o Partido Trabalhista Brasileiro (PTB), pleito no qual o general Eurico Gaspar Dutra Presidente da República, também foi eleito. Em março de 1946, passou a participar de trabalhos constituintes. Com a promulgação da Nova Carta (18 de setembro de 1946), começou a cumprir o mandato legislativo ordinário.
No mês de janeiro, de 1947, elegeu-se governador do Amazonas, a partir da coligação entre o Partido Trabalhista Brasileiro (PTB) e a União Democrática Nacional (UDN), enfrentando alguns problemas, pois adversários políticos contestaram  sua vitória na Justiça Eleitoral. Diante do acontecimento, entre os meses de fevereiro e maio, João Nogueira da Mata, presidente do Conselho Administrativo do estado, foi quem exerceu o governo. Mesmo obtendo o ganho de causa, deixou a Câmara , sendo empossado na chefia do governo. No intuito de participar das eleições de outubro de 1950, disputando uma cadeira no Senado, desincompatibilizou-se do cargo, faltando apenas seis meses para o término de sua gestão. No entanto, foi derrotado por Vivaldo Palma Lima, candidato do Partido Trabalhista Brasileiro (PTB).
Em dezembro de 1950, foi nomeado assistente técnico do Banco de Crédito Amazonense, devido a algumas amizades influentes do meio. Pouco tempo depois, o cargo foi extinto, fazendo com que se tornasse escriturário do mesmo banco. Trabalhou também como tipógrafo durante uma parte de sua vida.
Era filho do coronel Cirilo Leopoldo da Silva Neves e de Maria Amorim da Silva Neves. Casou-se com Cariné Maciel Jacob, com quem teve oito filhos. E publicou os seguintes livros:
- Estado atual da cultura da juta (1951);
- Retrospecto sintético do que foi a economia amazonense (Plano de reestruturação da região do baixo Amazonas);
- A mecano-cultura como fator por excelência da reestruturação econômica da Amazônia;
- A piaçaba-palmeira produtora de fibras e óleos;
- Pecuária — uma necessidade sem incentivo na Amazônia;
- A questão econômica da borracha;
- As madeiras — seu aproveitamento integral;
- O sentido econômico da Amazônia;
- Imigra-ção — agente natural de progresso;
- Problemas de base na economia da Amazônia;
- Trabalho de equipe;
- Escolas experimentais de ensino prático de agricultura e pequenas indústrias;
- A situação econômica da Amazônia face a sua nova guerra;
- O poder aquisitivo do trabalho;
- O problema da alimentação da Amazônia;
- A função reestruturadora do Banco de Crédito da Amazônia;
- O confucionismo econômico;
- A Amazônia com problemas.